# Othon Loupart
Othon Mathieu Eugène Loupart (Immekeppel, 1891 – 1962) was lid van het presidium van de raad van bestuur van Philips.
Loupart werd geboren in Immekeppel bij Bensberg, Duitsland. Zijn nationaliteit was Belgisch. Toen de Eerste Wereldoorlog woedde, vluchtte hij in 1915 vanuit het neutrale Moresnet naar Rotterdam, waar hij de Handelshogeschool ging volgen. In 1916 trad hij in dienst bij de Inkoopafdeling van Philips. Omdat hij daar onvoldoende mogelijkheden zag, wilde hij solliciteren bij de Tabaksindustrie v/h Gebr. Philips te Maastricht, die eigendom was van neven van Anton Philips. Naar verluidt werd hij hierop door Anton Philips teruggehaald en in het diepe gegooid. Hij wist in snel tempo buitenlandse orders binnen te halen en werd in 1928 een der directeuren van de Vennootschap
Omstreeks deze tijd begon het medium radio aan zijn opmars. Loupart werd ingezet bij de organisatie van de verkoop van radiotoestellen. Hij werkte bij een aantal projecten nauw samen met de jurist Herman van Walsem, en ontpopte zich tevens als een denker die een serie strategische discussiestukken produceerde  ("Principiele Zienswijzen") die het fundament legden voor de bundeling van verkoopkantoren en fabrieken in geïntegreerde nationale organisaties, verspreid over de wereld. Zo werd hij een der beoogde opvolgers van Anton Philips, die zich in 1939 als president zou terugtrekken.
Op 13 mei 1940 week Loupart uit naar Engeland (op doorreis uiteindelijk naar de Verenigde Staten) op een Brits oorlogsschip, samen met Anton Philips, Frans Otten, en Herman van Walsem en gelijktijdig met de Nederlandse regering. Frits Philips bleef in Eindhoven om daar het bedrijf in oorlogstijd te leiden.

Na de bevrijding keerde Loupart met de rest van de Philips-top terug naar Eindhoven en bouwde hij de commerciële organisatie van het concern internationaal verder uit. Met name stimuleerde hij de belangstelling van Philips voor het medium televisie.
Loupart kocht in 1936 het landgoed 's-Heerenvijvers bij Oirschot. Dit landgoed bleef eigendom van zijn dochter Marie-Louise Eijsbouts Loupart tot aan haar dood in 2012.